# Campionat d'escacs àrab
El Campionat d'escacs àrab és un torneig d'escacs organitzat cada any des del 1983.

## Quadre d'honor
| Any     | Ciutat     | Campió                                   | Campiona                                           |
| ------- | ---------- | ---------------------------------------- | -------------------------------------------------- |
| 1983    | Tunis      | Saeed Abdul Razak (Iraq)                 | Maysae Tahtaoui (Síria)                            |
| 1984    | Dubai      | Saeed-Ahmed Saeed (United Arab Emirates) | Nadia Mohammad Saleh (United Arab Emirates)        |
| 1985    | Casablanca | Saeed Abdul Razak (Iraq)                 | Fermsik Waria Mohammed (Iraq)                      |
| 1986    | Tunis      | Slim Bouaziz (Tunísia)                   | Maysae Tahtaoui (Síria)                            |
| 1987    | Manama     | Bassem Afifi (Egipte)                    | Fermsik Waria Mohammed (Iraq)                      |
| 1988    | Kuwait     | Hichem Hamdouchi (Marroc)                | Sohir Basta (Egipte)                               |
| 1991    | Dubai      | Slim Bouaziz (Tunísia)                   | Meriem Abbou (Algèria)                             |
| 1992    | Doha       | Foued Taher (Egipte)                     | ??                                                 |
| 1993    | Oman       | - - -                                    | Meriem Abbou (Algèria)                             |
| 1993    | Amman      | Hichem Hamdouchi (Marroc)                | - - -                                              |
| 1994    | Jordan     | Mohamad Al-Modiahki (Qatar)              | Sohir Basta (Egipte)                               |
| 1995    | Beirut     | Hichem Hamdouchi (Marroc)                | ??                                                 |
| 1996    | Sanà       | ??                                       | ??                                                 |
| 1997    | Iraq       | Mohamad Al-Modiahki (Qatar)              | ??                                                 |
| 1998    | Agadir     | ??                                       | Eva Repkova Eid (Líban)                            |
| 1999    | Aden       | Imad Hakki (Síria)                       | Knarik Mouradian (Líban)                           |
| 2000    | Beirut     | Mohamad Al-Modiahki (Qatar)              | Eva Repkova Eid (Líban)                            |
| 2001    | Tunis      | Slim Belkhodja (Tunísia)                 | Eman Hassane Al Rufei (Iraq)                       |
| 2002    | Casablanca | Mohamad Al-Modiahki (Qatar)[1]           | Eman Hassane Al Rufei (Iraq)                       |
| 2003    | Cairo      | Essam El Gindy (Egipte)                  | Knarik Mouradian (Líban)                           |
| 2004    | Dubai      | Hichem Hamdouchi (Marroc)                | Knarik Mouradian (Líban)                           |
| 2005    | Dubai      | Bassem Amin (Egipte)                     | Eman Hassane Al Rufei (Iraq)                       |
| 2006    | Dubai      | Bassem Amin (Egipte)                     | Amina Mezioud (Algèria)                            |
| 2007    | Ta'izz     | Basheer Al Qudaimi (Iemen)               | Knarik Mouradian (Líban)                           |
| 2008    | Xarjah     | Salem A.R. Saleh (UAE)                   | Mona Khaled (Egipte)                               |
| 2009    | Tunis      | Essam El Gindy (Egipte)                  | Zhu Chen (Qatar)                                   |
| 2013    | Abu Dhabi  | Bassem Amin (Egipte)[2]                  | Zhu Chen (Qatar)[3]                                |
| 2014    | Amman      | Salem A.R. Saleh (UAE)                   | Sabrina Latreche (Algèria), Shahenda Wafa (Egipte) |
| 2015[4] | Agadir     | Mohamed Ezat (Egipte)                    | Mona Khaled (Egipte)                               |